# ژوزف برنارد
ژوزف برنارد (به فرانسوی: Joseph Bernard)؛ (زادۀ ۱۸ ژانویهٔ ۱۸۶۶ میلادی – درگذشتۀ ۷ ژانویهٔ ۱۹۳۱ میلادی) یک مجسمه‌ساز کلاسیک مدرن اهل فرانسه بود که در دیباچهٔ کتاب الی فور دربارهٔ بررسی هنر مدرن در سال ۱۹۲۷ میلادی به نام «روح فرم‌ها» معرفی و برجسته شد. برنارد در مدرسهٔ هنرهای زیبا در آتلیۀ پیر-ژول کاولیه آموزش دید.

## نگارخانه

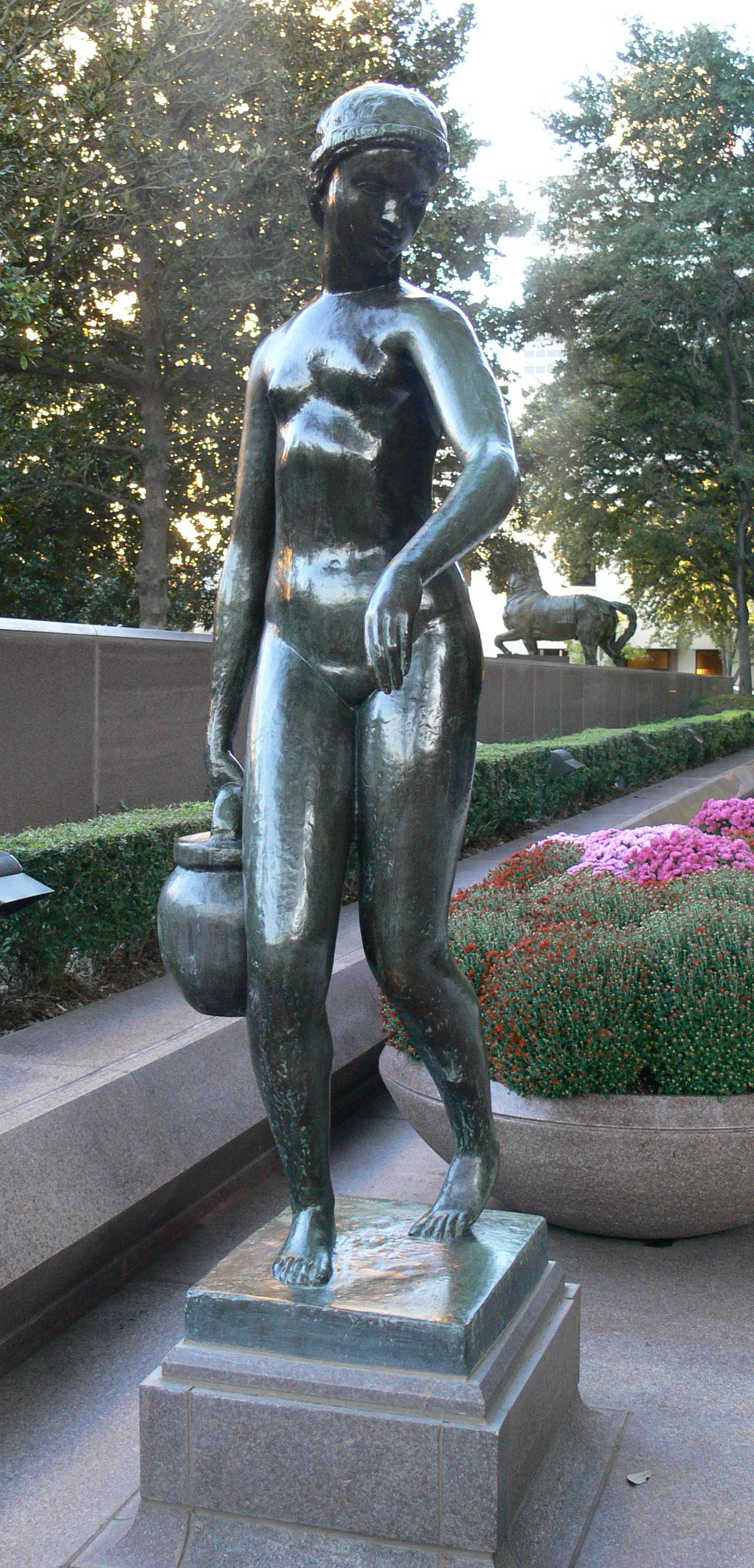
دختر جوانی که آب را حمل می‌کند کراو سنتر، دالاس
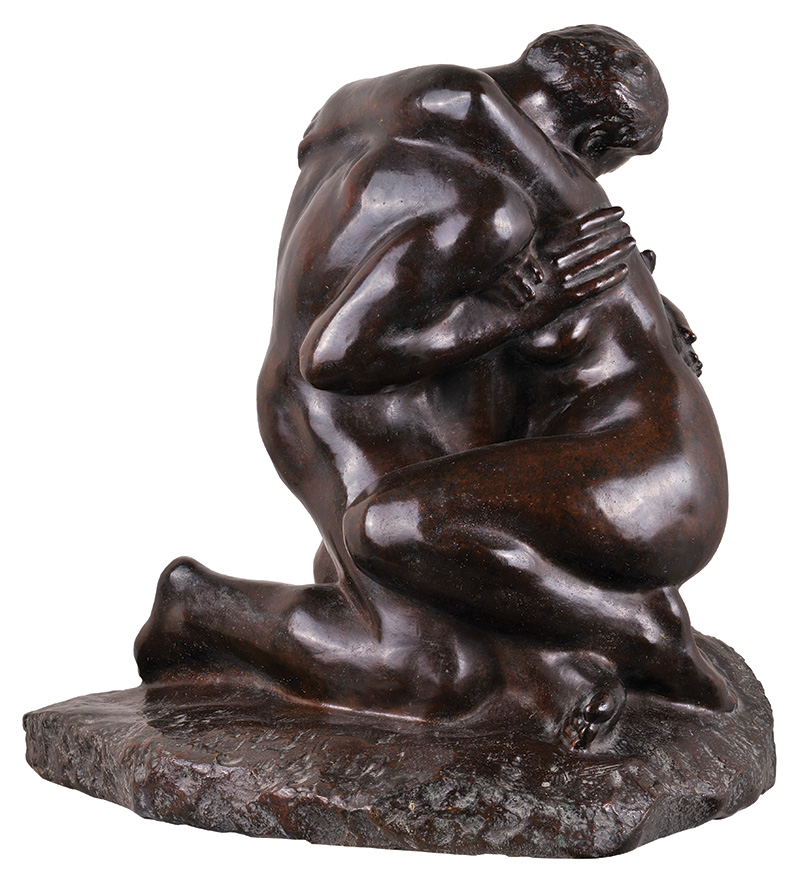
بوسه
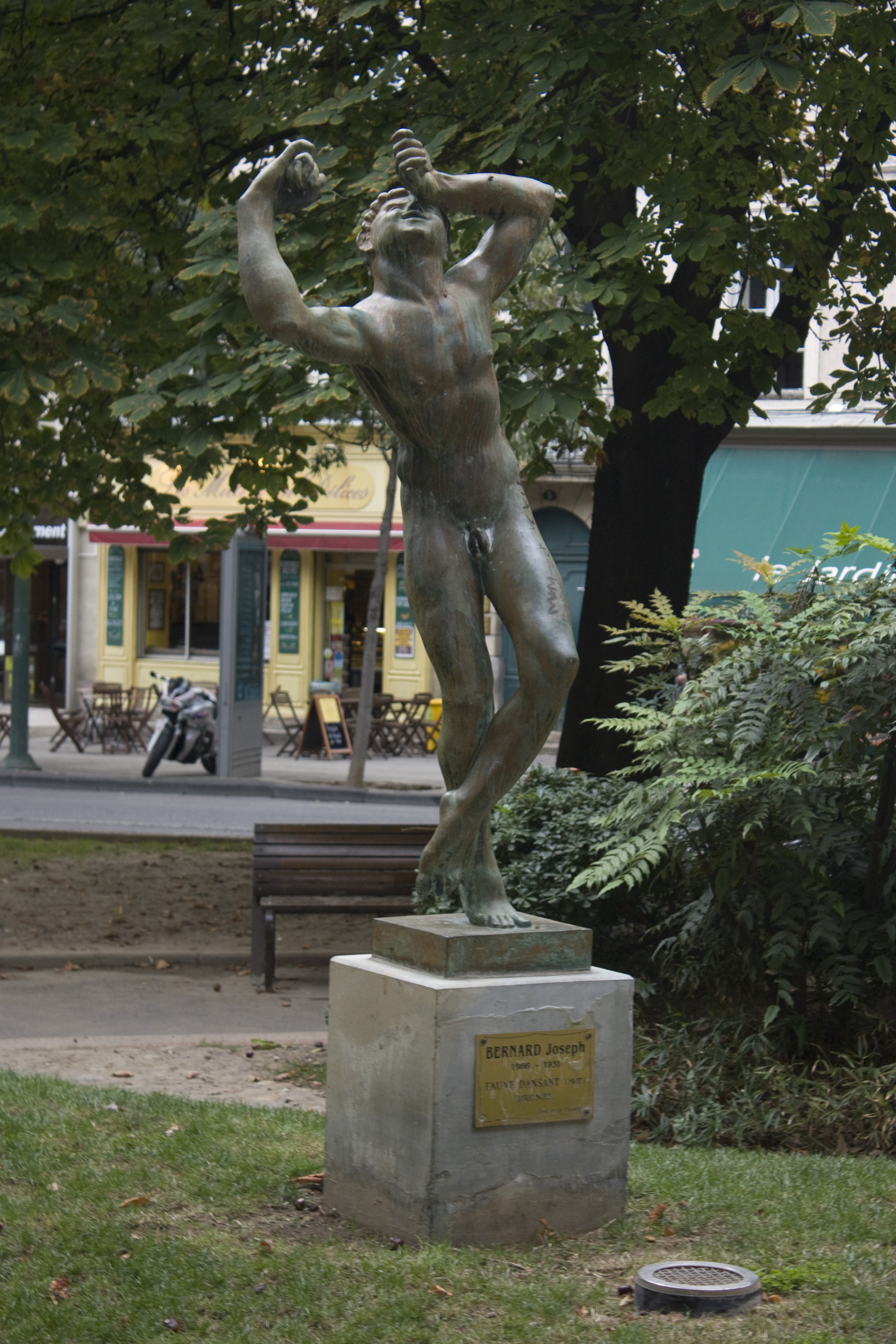
رقص جانوران
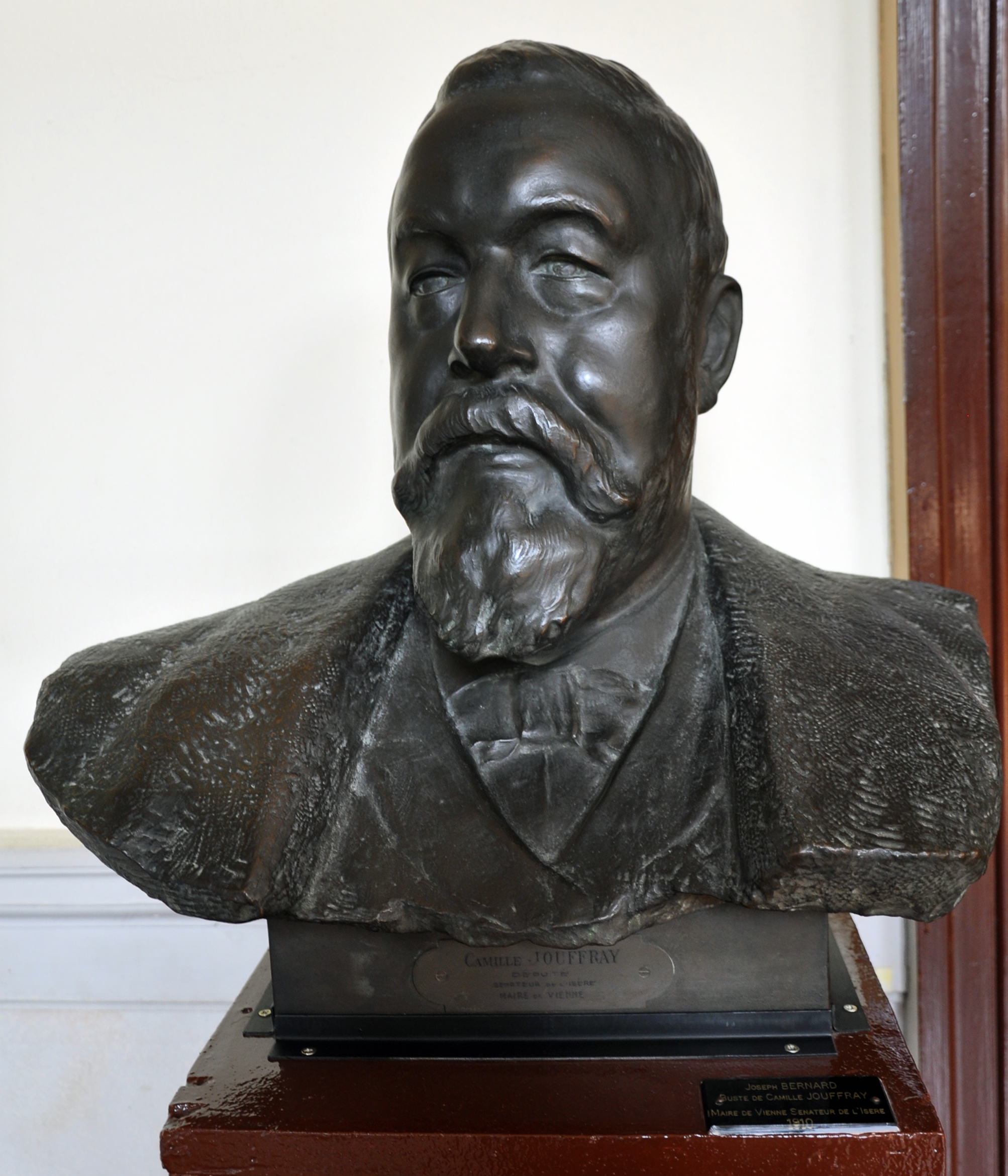
کامیل ژوفره
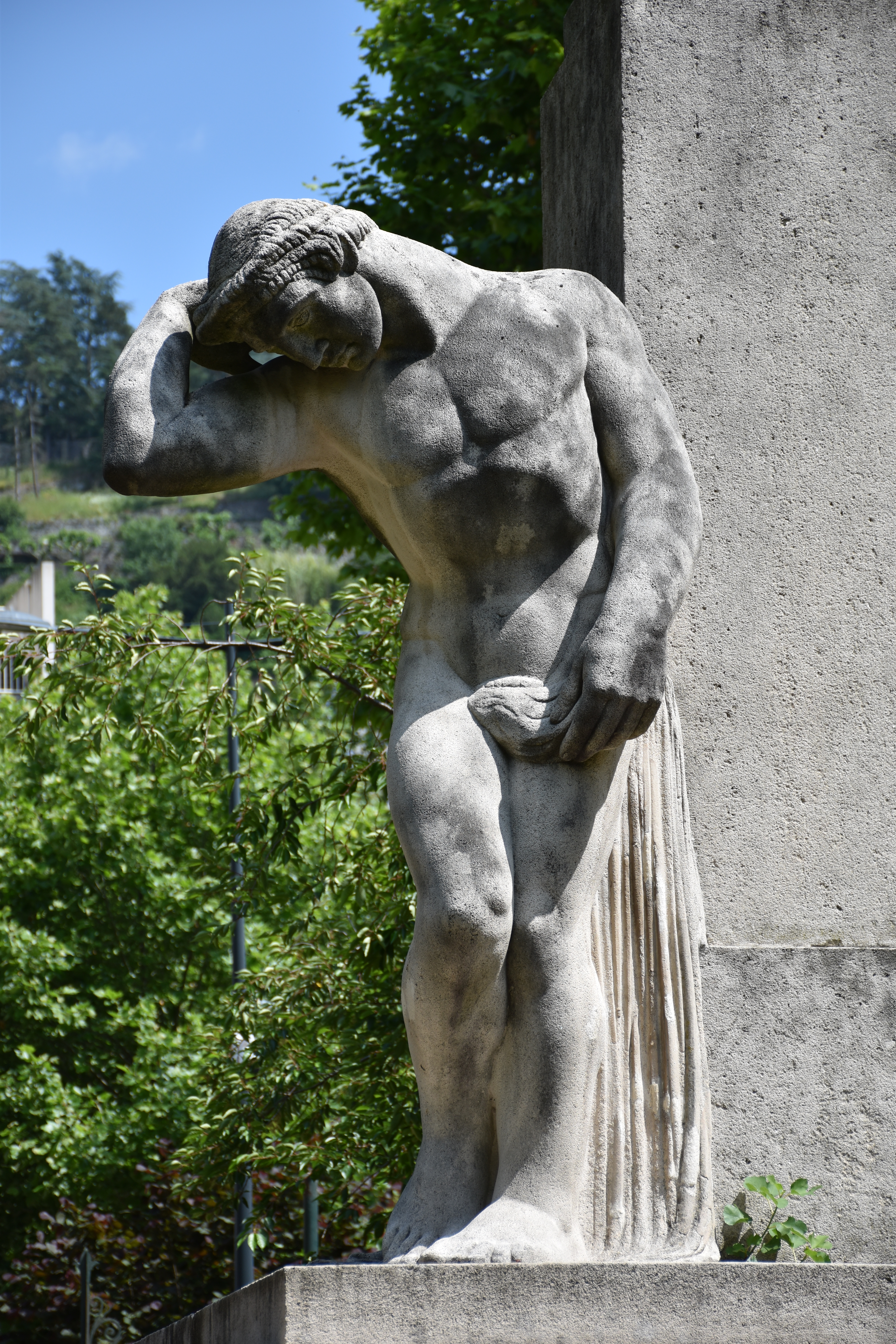
پشیمانی از بنای یادبود میشل سروه، (۱۹۰۸–۱۹۱۱ میلادی)، وین (ایزر)، باغ عمومی